# Paris Las Vegas

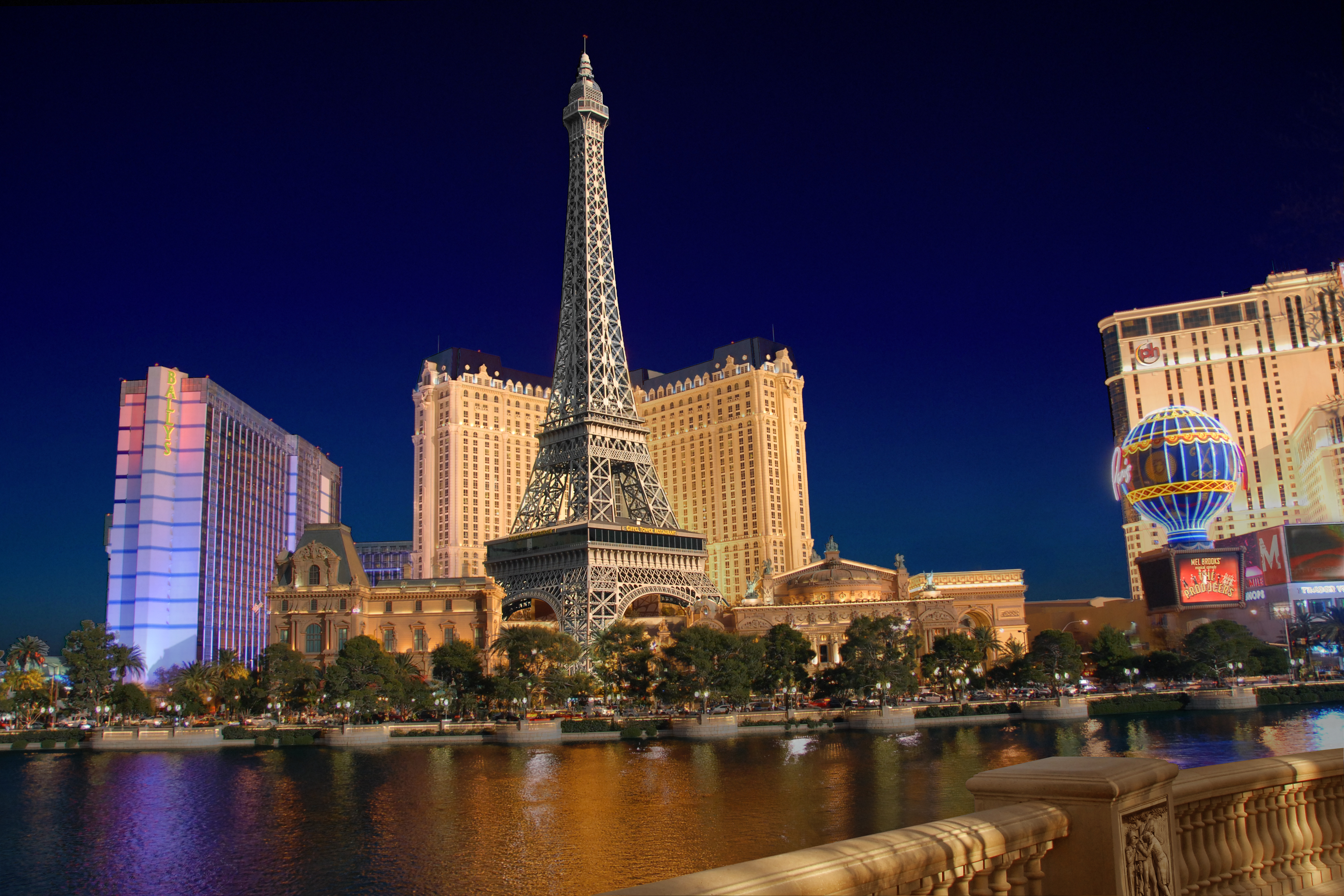
Paris Las Vegas

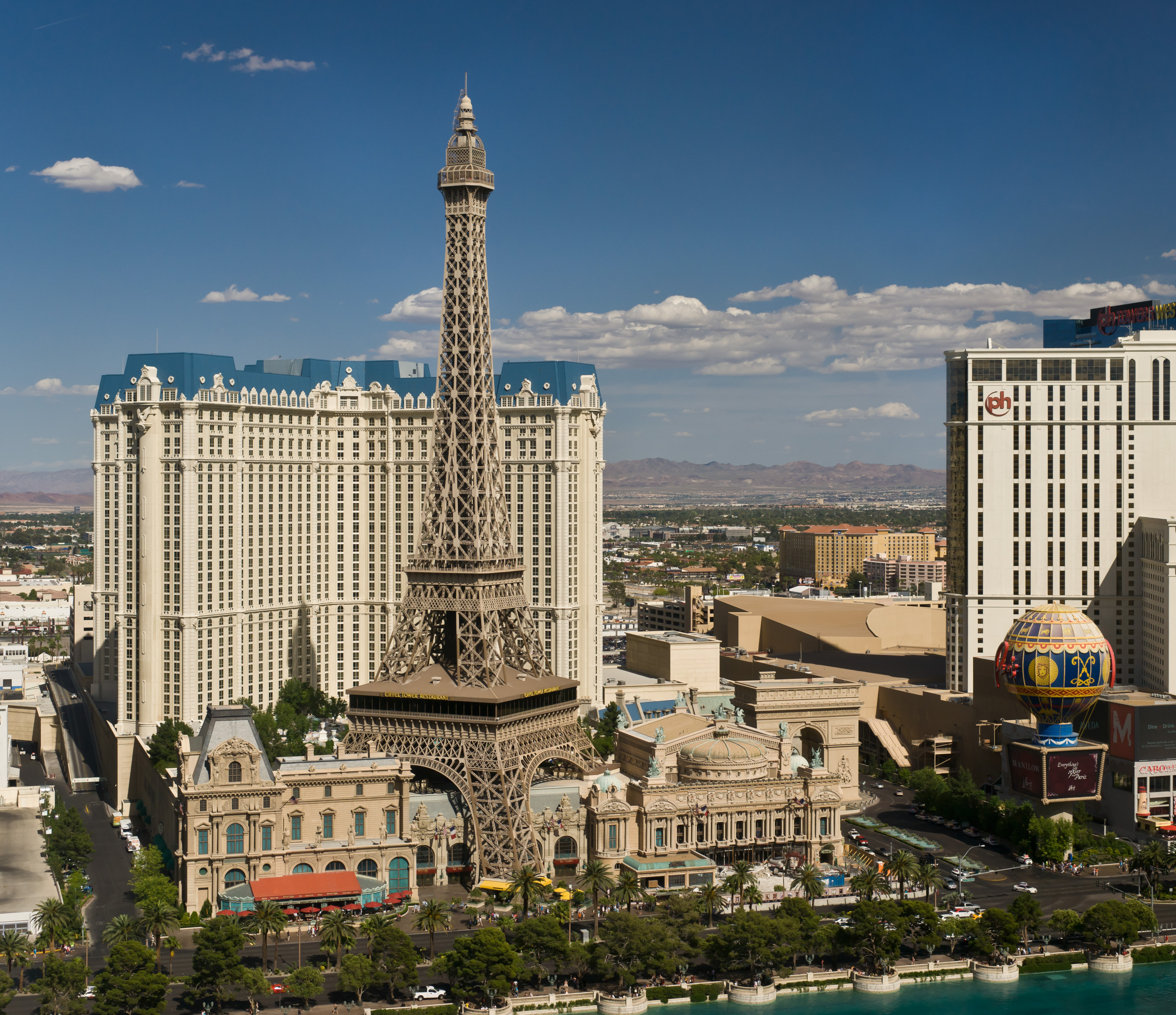

Paris Las Vegas là một khách sạn và casino ở Las Vegas Strip, thuộc quận Clark, tiểu bang Nevada, Hoa Kỳ. Đúng như tên gọi, khách sạn được thiết kế theo chủ đề thành phố Paris, thủ đô nước Pháp, với một tháp Eiffel cao 164,6 mét, một bảng hiệu hình kinh khí cầu của anh em nhà Montgolfier, bản sao của Khải Hoàn Môn, bản sao đài phun nước La Fontaine des Mers của quảng trường Concorde, một nhà hát 1200 chỗ mang tên Le Théâtre des Arts. Ngoài ra mặt trước của khách sạn cũng được xây dựng theo Nhà hát Opéra Garnier và Bảo tàng Louvre.
Paris Las Vegas thuộc sở hữu và được điều hành bởi tập đoàn Caesars Entertainment Corp.